# Nightly Gale
Nightly Gale – polski zespół doom metalowy utworzony w 1996 roku w Zabrzu przez Sławomira Pyrzyka, Grzegorza Sobolewskiego i Damiana Hellwinga.

## Muzycy
Obecny skład zespołu
- Sławomir Pyrzyk – wokalista, gitarzysta, instrumenty klawiszowe, teksty, produkcja
- Radosław Daszkiewicz – instrumenty klawiszowe, basista, gitarzysta, teksty
- Aneta Romańczyk – wokalistka[1]

Byli członkowie zespołu
- Krzysztof Prietzel – gitarzysta (2009–2013)
- Jarosław Toifl – gitarzysta, basista, instrumenty klawiszowe, produkcja (1999–2008)
- Waldemar Sagan – wokalista (1999–2005)
- Grzegorz Sobolewski – gitarzysta, instrumenty klawiszowe, wokale, teksty (1996–1998)
- Damian Hellwing – basista (1996–1999)[1]

## Dyskografia

### Albumy studyjne
- ...and Jesus Wept – 2001
- Illusion of Evil – 2006
- Imprint – 2008[2]
- Lust – 2013

### Dema
- Dream of Dark Hour – 1996
- The Bleeding Art – 1997
- Erotica – 1999

### Single
- Requiem Dla Samej Siebie – 2020